# Eptesicus diminutus
Eptesicus diminutus — вид рукокрилих родини Лиликові (Vespertilionidae).

## Поширення, поведінка
Країни поширення: Аргентина, Бразилія, Парагвай, Уругвай, Венесуела. Комахоїдний, населяє відкриті райони, міські і приміські зони.

## Морфологія
Колір хутра як спини так і черева коричневий, хоча в деяких індивідуумів черево із сіруватим відтінком.